# 57 mm kanon M/89
57 mm kanon M/89, ursprungligen 57 mm snabbskjutande kanon M/89, nedkortat 57 mm ssk M/89, var en sjöartilleripjäs vilken infördes på de svenska pansarskeppen Göta och Svea samt på kanonbåten Disa. En modifierad pjäs, 57 mm kanon M/89B kom till användning på ett stort antal fartyg av varierande storlek i svenska marinen. Den användes även som lätt kustartilleripjäs. Pjäsen laddades manuellt med enhetspatroner och hylsorna kastades ut automatiskt vid eldrörets rekyl.
Pjäserna blev långlivade och ett flertal byggdes om till luftvärnspjäser för fartyg under åren kring andra världskriget. I kustartilleriet levde pjäserna längst där de fanns i stort antal, ofta som närskydd till andra anläggningar eller skyddande av mineringar. Inte förrän på 1960-talet byggdes ersättningspjäser i form av den långa serien 7,5 cm tornpjäs m/57, en hypermodern automatkanon. Pjäsen används fortfarande i försvarets salutbatterier. 
Projektilen kunde genomslå smidesjärn enligt följande:

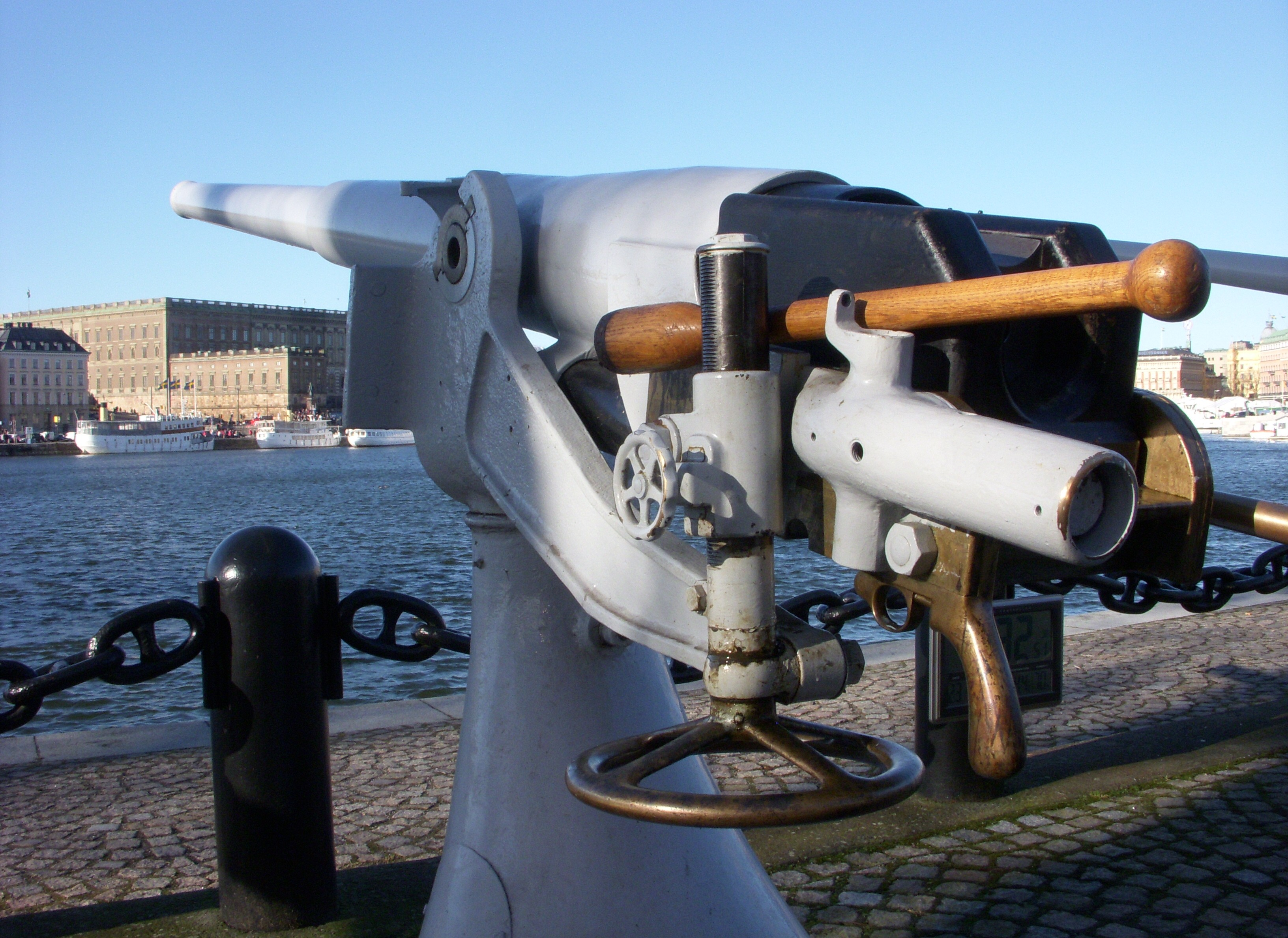
57 mm kanon vid salutstationen på Skeppsholmen.

| Avstånd[m]   | 0   | 1 000 | 2 000 | 3 000 |
| Tjocklek[mm] | 119 | 71    | 47    | 38    |